# Virgularia tuberculata
Virgularia tuberculata is een Pennatulaceasoort uit de familie van de Virgulariidae. De wetenschappelijke naam van de soort is voor het eerst geldig gepubliceerd in 1883 door Marshall.